# Поляков Михайло Миколайович
Миха́йло Микола́йович Поляко́в (1895 , Саратов, Саратовська губернія, Російська імперія  — невідомо ) — радянський військовий діяч, політичний працівник, член Військової ради Київського військового округа, полковник. Член ЦК КП(б)У (червень 1938 — травень 1940). Член Організаційного бюро ЦК КП(б)У (червень — грудень 1938). Депутат Верховної Ради УРСР 1-го скликання (1938–1947).

## Біографія
Народився 1895 року в місті Саратові, тепер Саратовської області, Росія.
У 1918 році добровольцем пішов у Червону армію. Учасник Громадянської війни в Росії у 1918–1921 роках на Уральському фронті, на Дону і Кубані.
Член РКП(б) з 1918 року.
Потім — на політичній роботі в Червоній армії.
У квітні — листопаді 1938 року — начальник Політичного управління і член Військової ради Київського особливого військового округу.
26 червня 1938 року обраний депутатом Верховної Ради УРСР 1-го скликання по Коростенській виборчій окрузі № 32 Житомирської області.
З 1940 року — військовий комісар, заступник начальника з політичної роботи Військово-ветеринарної академії Червоної армії.
Потім — у відставці.

## Звання
- бригадний комісар (2.01.1936)
- дивізійний комісар (17.02.1938)
- полковник (1943)

## Нагороди
- орден Леніна
- два ордени Червоного Прапора (22.02.1938, …)
- орден Червоної Зірки (18.09.1943)
- орден Трудового Червоного Прапора Закавказької РФСР (1933)
- медаль «ХХ років РСЧА» (1938)
- медалі